# Porta da Trindade
A Porta ou Postigo da Trindade foi uma antiga porta da cidade de Lisboa, inserida na cerca fernandina da cidade.
Localizava-se defronte da antiga Igreja da Trindade e do convento do mesmo nome, na travessa por onde se saia para a Rua Larga de São Roque. Foi uma daquelas por onde D. António, Prior do Crato, atacou Lisboa a 3 de Junho de 1589, com o exército inglês que o auxiliava, fazendo grande destruição e pondo fogo a todos os edifícios exteriores do seu muro e das circunvizinhas Portas de Santa Catarina.